# Socialismen inför verkligheten
Socialismen inför verkligheten är en bok från 1926 av den socialdemokratiske typografen, tidningsredaktören och politikern Nils Karleby. Samma år som boken gavs ut avled Karleby i tuberkulos.
Boken har ansetts viktig inom Sveriges socialdemokratiska arbetarepartis (SAP) ideologiska utveckling under 1900-talet. Karlebys synsätt som behandlas i boken har senare kallats funktionssocialism, ett begrepp myntat under 1960-talet av Gunnar Adler-Karlsson.

## Utgåvor
- 1926 - Karleby, Nils (1926). Socialismen inför verkligheten: studier över socialdemokratisk åskådning och nutidspolitik. Stockholm: Tiden. Libris 53751. https://weburn.kb.se/metadata/751/EOD_53751.htm
  - 1976 - Karleby, Nils. Socialismen inför verkligheten: studier över socialdemokratisk åskådning och nutidspolitik, efterskrift av Tage Erlander och Björn von Sydow. Stockholm: Tiden. Libris 7420480. ISBN 9155020283
  - 2018 - Karleby, Nils. Socialismen inför verkligheten: studier över socialdemokratisk åskådning och nutidspolitik, en språkligt uppdaterad version med förord av Johan Westerholm. Furusund: Greycat Publishing House. Libris 22383644. ISBN 9789198403176